# توم ديفيس
توماس ديفيس (بالإنجليزية: Thomas Davies)‏ (مواليد 30 يونيو 1998) هو لاعب كرة قدم إنجليزي، يلعب حاليًا لنادي إيفرتون في الدوري الإنجليزي الممتاز في مركز خط الوسط المحوري.

## مسيرته الكروية

### بداياته
انضم إلى أكاديمية إيفرتون في سن الـ 11 ، ولعب في فرق إيفرتون ، وتم ترقيته إلى فريق تحت 21 سنة وسجل هدفًا في أول مباراة ديربي مصغرة في موسم 2015–2016 ليضمن فريقه التعادل بنتيجة 3–3 أمام فريق ليفربول.

### إيفرتون
في 16 أبريل 2016 شارك لأول مرة في الدوري الممتاز من على مقاعد البدلاء في المباراة التي انتهت 1–1 ضد ساوثهامبتون عندما نزل بديلًا للاعب دارون غيبسون (بمعدل 7 دقائق).
وفي اليوم الأخير من موسم الدوري الإنجليزي الممتاز ، وبعد إقالة روبيرتو مارتينيز وتعيين ديفيد إنسورث مدربًا مؤقتًا ، لعب توماس أول 90 دقيقة له مع الفريق وساهم في فوز فريقه بنتيجة 3–0 على نورويتش سيتي  ، ومع أدائه على مدى 90 دقيقة أصبح في دائرة الأضواء وحصل على جائزة رجل المباراة.
وخطا أول خطوة كبيرة إلى الأمام عندما وقع أول عقد احترافي له مع الفريق لمدة عامين.

لدى عودته من أمريكا الجنوبية ، واصل للعب بانتظام على مستوى عالٍ مع فريق تحت 21 سنة ، إلى أن منح فرصة للعب مع الفريق الأول في أبريل 2016. وفي أغسطس 2016 وقع عقدًا جديدًا لمدة خمس سنوات بعد ظهوره بشكل متميز في مرحلة ما قبل الموسم.

### مع المنتخب
حمل شارة القيادة في صفوف منتخب بلاده في كأس العالم للشباب تحت 17 سنة في أكتوبر 2015 ، وفي العام نفسه تم استدعائه من قبل روي هودسون للتدريب مع المنتخب الأول.

## روابط خارجية
- توم ديفيس على موقع الاتحاد الأوربي (الإنجليزية)
- توم ديفيس على موقع قاعدة بيانات كرة القدم.إي يو (الإنجليزية)
- توم ديفيس على موقع Soccerbase.com (لاعب) (الإنجليزية)
- توم ديفيس على موقع Soccerway.com (الإنجليزية)
- توم ديفيس على موقع عالم كرة القدم.نت (الإنجليزية)